# Afrodon
Afrodon — вимерлий рід евтерієвих із родини Adapisoriculidae. Його типовим видом є Afrodon chleuhi, відомий з пізнього палеоцену Марокко. Інші відомі види: Afrodon germanicus з пізнього палеоцену Німеччини та Франції, Afrodon tagourtensis з раннього еоцену в Марокко, Afrodon ivani з пізнього палеоцену в Іспанії та Afrodon gheerbranti з раннього палеоцену в Бельгії